# Siren Song
«Siren Song» (с англ. — «Песня сирены») — песня украинской певицы Maruv, с которой она должна была представлять Украину на песенном конкурсе «Евровидение» в 2019 году в Тель-Авиве.

## Отбор на «Евровидение»
Об участии Maruv в отборе стало известно в день жеребьевки участников полуфиналов, она заменила исполнительницу Татьяну Решетняк, которая в последний момент отказалась от участия. По результатам голосования песня попала в финал Национального отбора, получив 14 баллов (6 от судей; 8 от зрителей) и заняв 1-е место в первом полуфинале. В финале Национального отбора песня заняла 1-е место, получив 5 баллов от судей и 6 от зрителей. Но впоследствии певица и НОТУ не пришли к согласию относительно контракта, поэтому певица отказалась представлять Украину на конкурсе.

## Музыкальное видео
Впервые песня была представлена 6 февраля 2019 года, на официальном канале исполнительницы было опубликовано лирик-видео. 5 апреля состоялась премьера музыкального видеоклипа на песню, за первые сутки он набрал более миллиона просмотров на YouTube.

## Чарты

### Еженедельные чарты
| Чарт (2019)                           | Высшая позиция |
| ------------------------------------- | -------------- |
| СНГ (TopHit)                          | 1              |
| СНГ Top Radio & YouTube Hits (Tophit) | 1              |
| СНГ Top YouTube Hits (Tophit)         | 19             |
| Литва (AGATA)                         | 70             |
| Россия (TopHit)                       | 2              |
| Украина (Tophit)                      | 2              |
| Украина (ФДР Топ-40)                  | 1              |

### Годовые чарты
| Чарт (2019)      | Позиция |
| ---------------- | ------- |
| СНГ (Tophit)     | 5       |
| Россия (Tophit)  | 8       |
| Украина (Tophit) | 48      |

## Продажи и сертификации
| Регион | Сертификация  | Продажи  |
| --- | ------------- | -------- |
| Россия (NFPF) | 3× Платиновый | 150 000* |
| * Данные о продажах приведены только на основе сертификации. ^ Данные о тиражах приведены только на основе сертификации. |               |          |

## Награды и номинации
| Год  | Награда | Категория                         | Результат | Прим.  |
| ---- | ------- | --------------------------------- | --------- | ------ |
| 2020 | YUNA    | Лучший электронный хит            | Победа    | [ 12 ] |
| 2020 | YUNA    | Лучшая песня на иностранном языке | Номинация | [ 13 ] |

## История релиза
| Регион | Дата            | Формат                     | Лейбл               | Прим.  |
| ------ | --------------- | -------------------------- | ------------------- | ------ |
| Мир    | 13 февраля 2019 | Цифровая загрузка стриминг | Warner Music Russia | [ 14 ] |